# استاورپین
استاورپین (به انگلیسی: Stourpaine) یک روستا و محله مدنی در بریتانیا است که در North Dorset واقع شده‌است. استاورپین ۶۱۷ نفر جمعیت دارد.